# Adoquín del Pilar

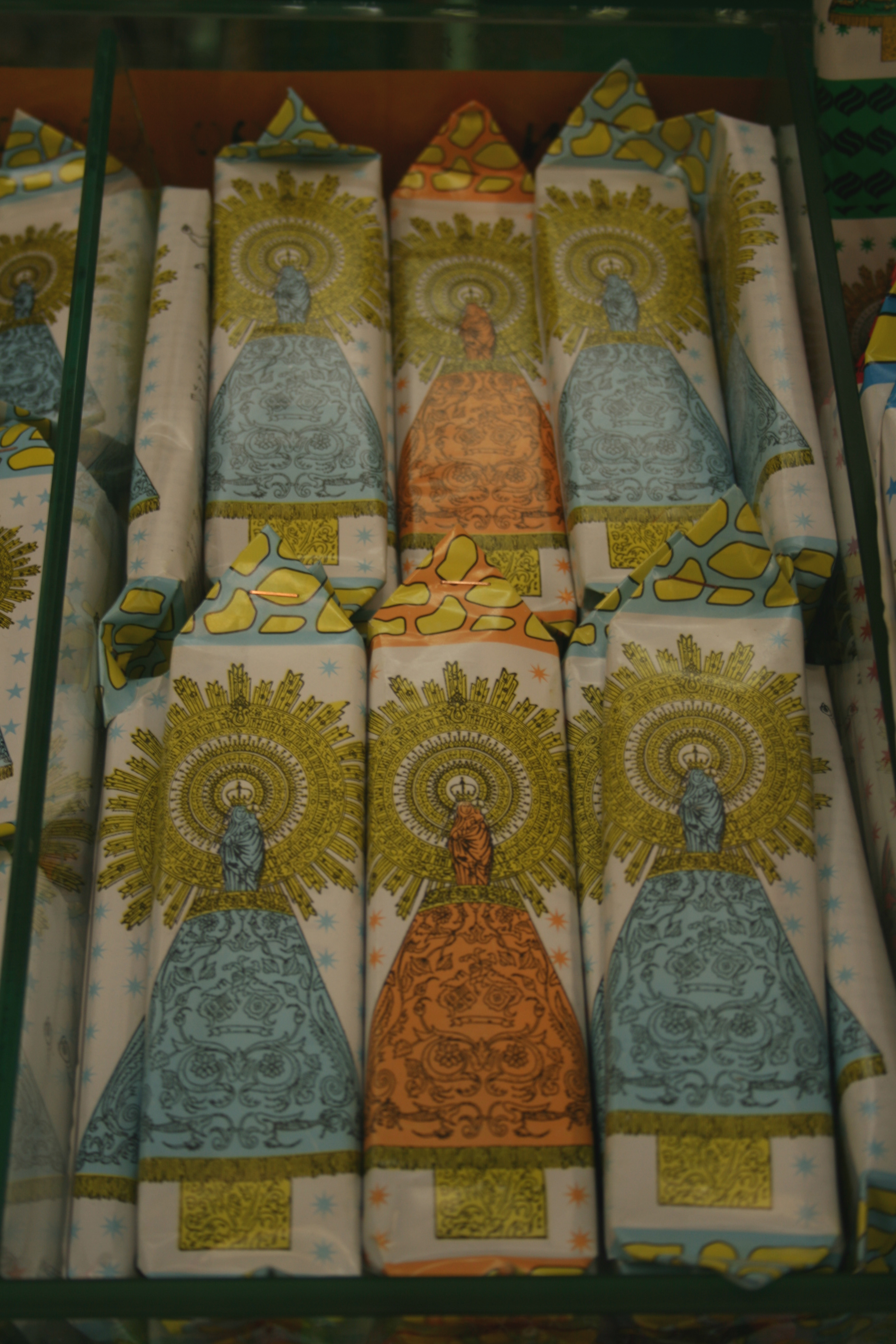
Adoquín d'Aragón.

L’adoquín del Pilar ou adoquín de Calatayud est une sucrerie typique de Saragosse, en Aragon (Espagne).
Il a été inventé en 1928 à Calatayud par le commerçant Manuel Caro. Il s'agit d'un caramel de grande dimension (jusqu'à 500 grammes) en forme de pavé (adoquín), qui est généralement cassé au marteau pour être consommé. L'emballage du caramel représente à l'extérieur la Vierge du Pilier vénérée dans la basilique Notre-Dame du Pilier de Saragosse, et à l'intérieur un court poème issu de la tradition de la jota aragonesa.